# Parajotus
Parajotus Peckham & Peckham, 1903 è un genere di ragni appartenente alla famiglia Salticidae.

## Etimologia
Il nome è composto dalla preposizione greca παρά, parà, che significa accanto, e dal genere Jotus, con cui ha varie caratteristiche in comune

## Distribuzione
Le tre specie oggi note di questo genere sono diffuse in Africa centromeridionale: finora sono state rinvenute in Uganda, Congo, Zimbabwe e Sudafrica.

## Tassonomia
A dicembre 2010, si compone di tre specie:
- Parajotus cinereus Wesolowska, 2004 — Congo, Uganda
- Parajotus obscurofemoratus Peckham & Peckham, 1903[2] — Sudafrica
- Parajotus refulgens Wesolowska, 2000 — Zimbabwe